# Бурштинська ТЕС
Буршти́нська теплова́ електроста́нція — розташована біля міста Бурштин (Івано-Франківська область) на перетині ліній електропередач, що з'єднують Україну з Угорщиною, Румунією, Словаччиною. ТЕС під'єднана до електромережі за допомогою ЛЕП 4×220кВ, 4×330кВ та 1×400кВ.
Під час російсько-української війни внаслідок російських ракетних атак станція зазнала сильних руйнувань, проте за словами керівництва ТЕС буде відновлена.

## Історія
Станом на 28 березня 2024 року, Бурштинська ТЕС входить до складу АТ ДТЕК «Західенерго».

### Російсько-українська війна
Під час обстрілу українських міст 10 жовтня 2022 року у Бурштинську ТЕС влучили 4 ракети. Минулось без жертв. Ракети влучили у відкриті розподільчі пристрої. Як наслідок, в енергомережі Івано-Франківської області різко знизилася напруга. Обленерго регулювало електропостачання. Водночас споживачів області було забезпечено електрикою повністю.
19 жовтня 2022 року станція знову зазнала ракетного обстрілу. В результаті влучання ворожих ракет спалахнула пожежа, минулось без жертв. Станція була тимчасово відключена від енергосистеми.
Дорогу в районі Бурштинської ТЕС було перекрито. Влада організувала об'їзд по шляхах прилеглих населених пунктів.
22 березня 2024 року Бурштинська ТЕС в черговий раз зазнала ворожого ракетного обстрілу, в результаті чого пошкоджень зазнали всі блоки станції.

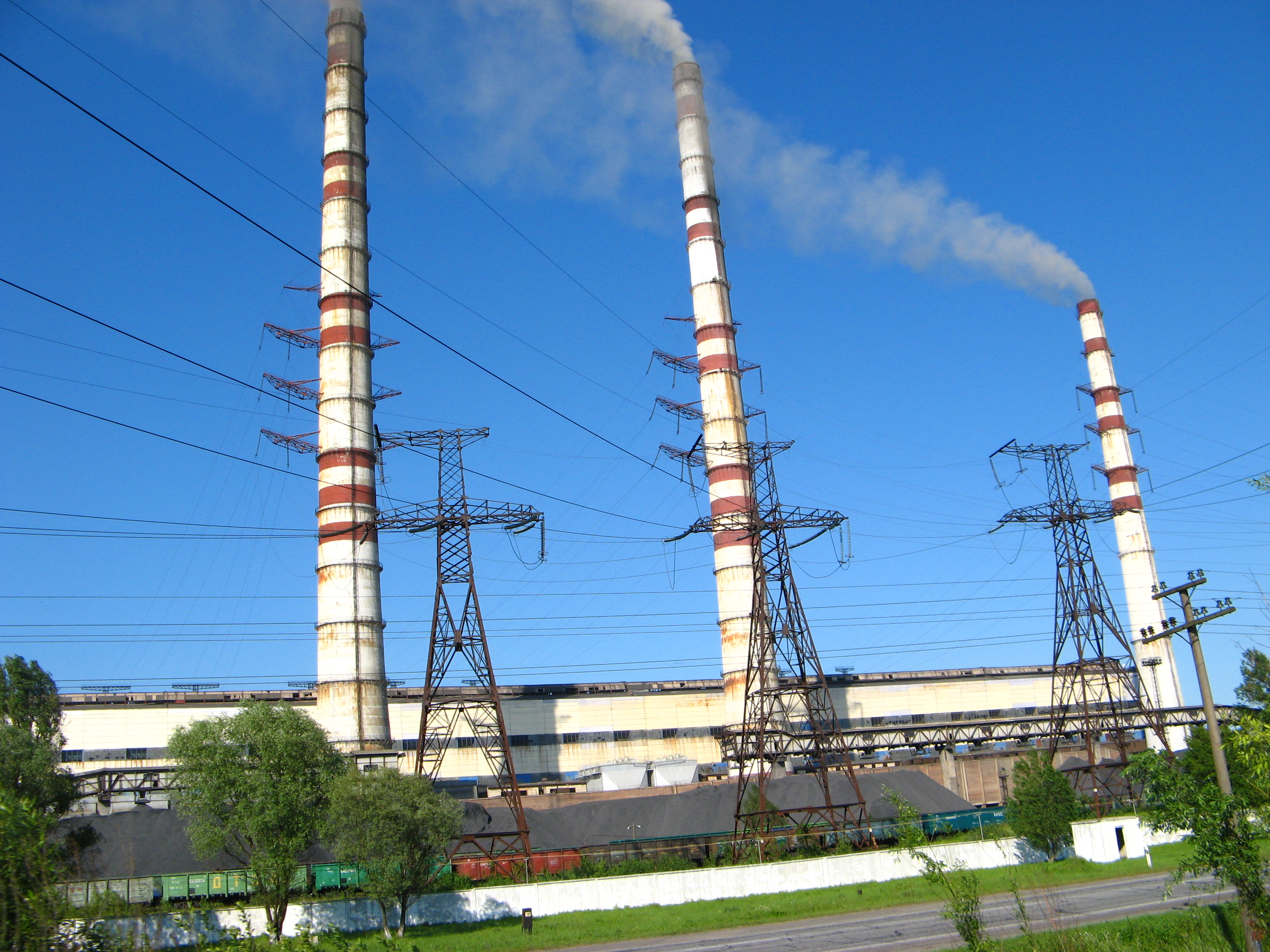
Бурштинська теплова електростанція

Станом на кінець червня 2024 року станція зазнала понад 12 ракетних атак, в результаті яких зазнала надзвичайно сильних руйнувань й відновленню не підлягає.

## Основні параметри
Встановлена потужність — 2 400 МВт.
Основне технологічне паливо — вугілля вітчизняних вугільних басейнів, допоміжне — природний газ та мазут. Всі паливні котли обладнані комбінованими пилогазомазутними пальниками
12 енергоблоків (потужністю по 200 МВт кожний) були введені в експлуатацію в 1965–1969 роках. Завдяки вдалому географічному розташуванню і зараз два — три енергоблоки постійно працюють на експорт.

## Виключні технічно-енергетичні особливості
З 1 липня 2002 року Бурштинська ТЕС була виокремлена з об'єднаної енергосистеми України й працювала у складі «Бурштинського острова» паралельно з об'єднаною енергетичною системою європейських країн (UCTE). Робота в межах «острова» вимагала завантаження до дев'яти енергоблоків станції, тоді як перед тим на станції працювали не більше шести енергоблоків. Приєднання до UCTE відкрило можливості для збільшення експортних поставок електроенергії з України. З приєднанням енергосистеми України до ENTSO-E станція знову опинилась у складі об'єднаної енергосистеми України.

## Негативні аспекти
Режим роботи електростанції в «Бурштинському острові» вкрай негативно впливав на стан обладнання, оскільки вимагав маневрової роботи станції — частих пусків-зупинок блоків. Внаслідок такого режиму значно зростала аварійність ТЕС.
Бурштинська ТЕС входить до складу ПАТ «ДТЕК Західенерго».

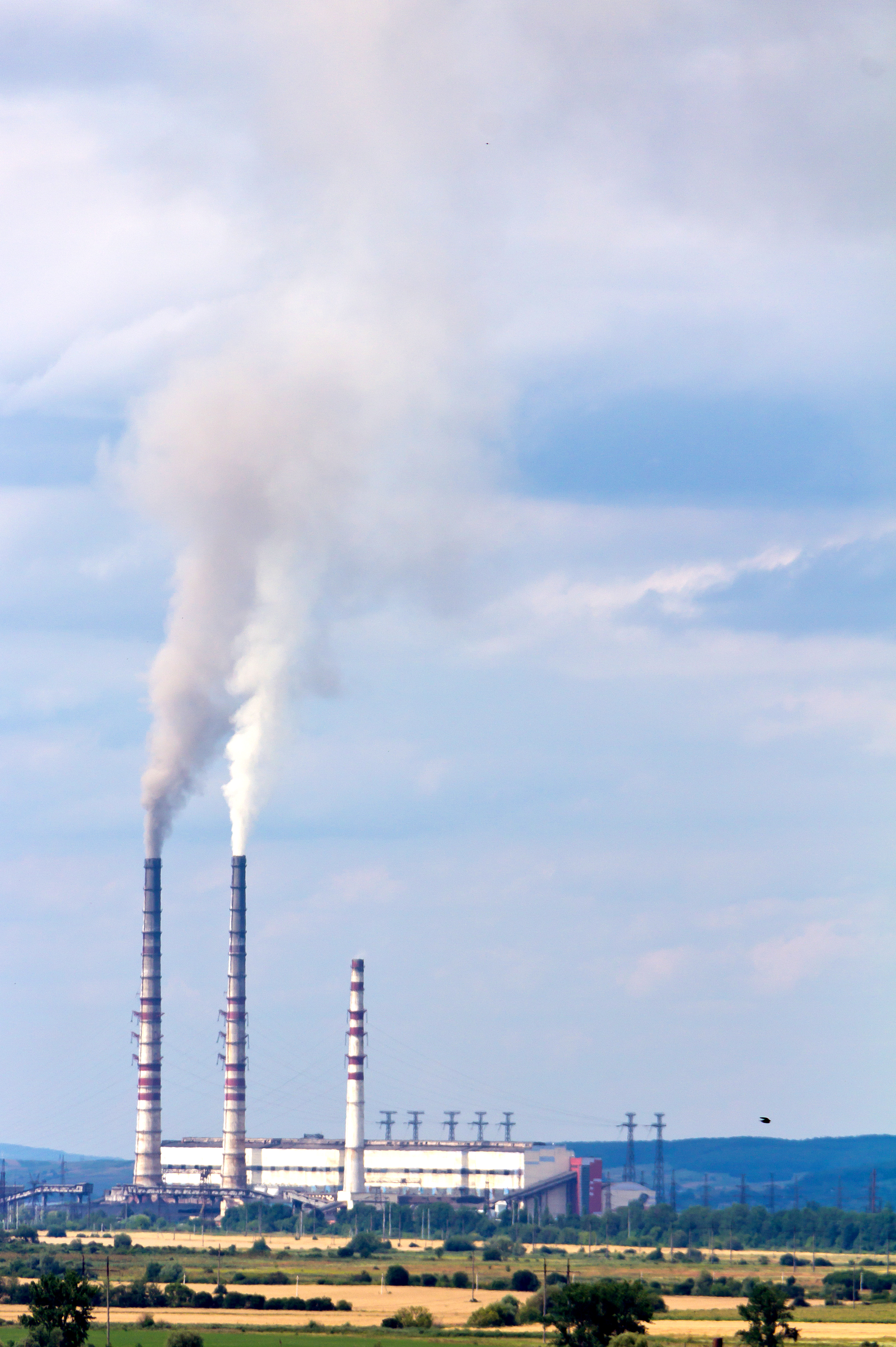
Вигляд на бурштинську ТЕС

## Бурштинське водосховище
Бурштинська ТЕС забезпечується водою з розташованого неподалік Бурштинського водосховища на річці Гнила Липа. Водосховище часто називають «Бурштинське озеро» або «Бурштинське море». Площа водосховища 1 260 га.
Температура води в озері вища на кілька градусів від очікуваної, завдяки підігріву від електростанції, завдяки цьому тут проводяться змагання з плавання на відкритій воді. У водоймі водиться риба, що є об'єктом уваги рибалок, оскільки риба швидше набирає вагу в теплій воді. Озеро створює своєрідний мікроклімат біля своїх берегів. Ніде поблизу, а саме на берегах Бурштинського озера можуть дозріти абрикоси, і навіть персики.

## Екологія
Бурштинська ТЕС є потужним джерелом викидів шкідливих хімічних речовин в атмосферу. Викиди з двох 250-метрових й однієї 180-метрової труб розносять панівні в цій місцевості західні й північно-західні вітри на відстані до 100 кілометрів. У 2009 році зафіксовано викиди 190,9 тис. тонн шкідливих речовин — це конкретно 20,5 тис. т твердих частинок, 159,9 тис. сірчистого ангідриду, 9,4 тис. діоксиду азоту й 0,93 тис. т оксиду вуглецю.
| К-сть. робочих енергоблоків | К-сть. робочих енергоблоків | К-сть. робочих енергоблоків | К-сть. робочих енергоблоків | К-сть. робочих енергоблоків |
| --------------------------- | --------------------------- | --------------------------- | --------------------------- | --------------------------- |
|                             |                             |                             |                             |                             |
| І кв. 2008 р.               | І кв. 2008 р.               |                             | 9                           | 9                           |
| ІІ кв. 2008 р.              | ІІ кв. 2008 р.              |                             | 8                           | 8                           |
| ІІІ кв. 2008 р.             | ІІІ кв. 2008 р.             |                             | 8                           | 8                           |
| IV кв. 2008 р.              | IV кв. 2008 р.              |                             | 8                           | 8                           |
| І кв. 2009 р.               | І кв. 2009 р.               |                             | 9                           | 9                           |
| ІІ кв. 2009 р.              | ІІ кв. 2009 р.              |                             | 6                           | 6                           |
| ІІІ кв. 2009 р.             | ІІІ кв. 2009 р.             |                             | 6                           | 6                           |
| IV кв. 2009 р.              | IV кв. 2009 р.              |                             | 7                           | 7                           |
| І кв. 2010 р.               | І кв. 2010 р.               |                             | 7                           | 7                           |
| ІІ кв. 2010 р.              | ІІ кв. 2010 р.              |                             | 5                           | 5                           |
| ІІІ кв. 2010 р.             | ІІІ кв. 2010 р.             |                             | 5                           | 5                           |
| IV кв. 2010 р.              | IV кв. 2010 р.              |                             | 8                           | 8                           |
| І кв. 2011 р.               | І кв. 2011 р.               |                             | 8                           | 8                           |
| ІІ кв. 2011 р.              | ІІ кв. 2011 р.              |                             | 7                           | 7                           |
| І кв. 2021 р.               | І кв. 2021 р.               |                             | 9                           | 9                           |

Тверді частинки від спалювання вугілля (їх ще називають золою, вугільним пилом), які не вловило газоочисне обладнання, осідають у 30-кілометровому радіусі навколо станції.
Сірчистий ангідрид в атмосферному повітрі вступає в хімічні реакції з водою і вже у вигляді кислот може пролитися з дощем на землю. Наразі, викиди сірчистого ангідриду є найгострішою проблемою і не відповідають європейським нормам.
Діоксид азоту спричиняє смог. Оксид вуглецю посилює парниковий ефект.
Екологічну ситуацію не лише в санітарно-захисній зоні підприємства, а й у Бурштині, сусідніх селах, на лівому березі водосховища, Касовій горі постійно відстежує відділ охорони навколишнього середовища ТЕС. До складу цього відділу входить санітарна лабораторія, яка контролює приземні концентрації забруднювальних речовин в атмосферному повітрі, а також опади й бере на аналіз проби ґрунту, ґрунтових, поверхневих та стічних вод.
Щорічно Бурштинська ТЕС скидає у р. Гнила Липа близько 2,11 млн м³ зворотних вод. За даними екологічного паспорта Івано-Франківської області середньорічна концентрація забруднювальних речовин (мг/дм³) за 2008 рік у Бурштинському водосховищі становила: завислі речовини — 17,0; БСК5 — 2,2; сульфати 130,0; хлориди — 21,0; азот амонійний — 0,55; нітрати — 2,9.
Для Бурштинської ТЕС надзвичайно актуальною є проблема складування та перероблювання твердих відходів — паливного шлаку і попелу — які залишаються після спалювання вугілля в топках ТЕС.
За даними 2009 року, місто Бурштин — третє серед найзабрудненіших міст України.

## Бурштинський енергоострів
| Напруга | К-сть зв'язків | Призначення                                               |
| ------- | -------------- | --------------------------------------------------------- |
| 400 кВ  | 1              | substation 400/220/110кВ Mukacheve (Power Island UCTE)    |
| 330 кВ  | 1              | substation 750/330кВ (Power Island UCTE)                  |
| 330 кВ  | 1              | substation 750/330кВ ZahidnoUkrainska (Power net Ukraine) |
| 330 кВ  | 1              | substation 330/110кВ Ivano-Frankivs'k (Power net Ukraine) |
| 330 кВ  | 1              | substation 330/110кВ Ternopil (Power net Ukraine)         |
| 220 кВ  | 2              | substation Stryj 220/110/35кВ (Power Island UCTE)         |
| 220 кВ  | 2              | substation Kalush 220/110/35кВ (Power Island UCTE)        |